# Poor Re-Touring Me
Poor Re-Touring Me fue una gira del grupo estadounidense de thrash metal Metallica que comenzó en agosto de 1997 y acabó en abril de 1999; al igual que la gira anterior el nombre proviene de la canción Poor Twisted Me.
En esta gira se destacó la colaboración con Michael Kamen y la Orquesta Sinfónica de San Francisco en los días 21 y 22 de abril, en donde se grabó el disco S&M.

## Temas Habituales 1
(Tomado del Pukkelpop en Bélgica el 22 de agosto de 1997)
1. "So What?" (Originalmente de Anti Nowhere League)
2. "Master of Puppets"
3. "King Nothing"
4. "Sad But True"
5. "Fuel"
6. "Hero of the Day"
7. "Ain't My Bitch"
8. "One"
9. "Until It Sleeps"
10. "For Whom The Bell Tolls"
11. "Wherever I May Roam"
12. "Nothing Else Matters"
13. "Enter Sandman"
14. "Stone Cold Crazy" (Originalmente de Queen)
15. "Creeping Death"
16. "Battery"

Notas:
- "Last Caress" se interpretó el 23 y 24 de agosto de 1997.
- "Motorbreath" se interpretó 24 de agosto de 1997.

## Temas Habituales 2
(Tomado del Ministry of Sound en Inglaterra el 13 de noviembre de 1997)
1. "Helpless" (Originalmente de Diamond Head)
2. "The Four Horsemen"
3. "Of Wolf and Man"
4. "The Thing That Should Not Be"
5. "Fuel"
6. "The Memory Remains"
7. "King Nothing"
8. "Bleeding Me"
9. "No Remorse"
10. "Am I Evil?" (Originalmente de Diamond Head)
11. "Stone Cold Crazy" (Originalmente de Queen)
12. "The Wait" (Originalmente de Killing Joke)
13. "Master of Puppets"
14. "Damage Inc."

Notas:
- "Master of Puppets" volvió a interpretarse de forma completa siendo la última vez el 13 de febrero de 1992.
- Algunos temas no se interpretaron entre el 15 y 18 de noviembre de 1997.

## Temas Habituales 3
(Tomado del Olympic Gymnastics Arena en Corea del Sur el 24 de abril de 1998)
1. "So What?" (Originalmente de Anti Nowhere League)
2. "Master of Puppets"
3. "King Nothing"
4. "Sad but True"
5. "Fuel"
6. "The Memory Remains"
7. "Bleeding Me"
8. "Nothing Else Matters"
9. "Until It Sleeps"
10. "For Whom the Bell Tolls"
11. "Wherever I May Roam"
12. "One"
13. "Kill/Ride Medley"
  1. "Ride the Lightning"
  2. "No Remorse"
  3. "Hit the Lights"
  4. "The Four Horsemen"
  5. "Seek And Destroy"
  6. "Fight Fire With Fire"
14. "Low Man's Lyric" (Acústica)
15. "The Four Horsemen" (Acústica)
16. "Motorbreath" (Acústica)
17. "Creeping Death"
18. "Enter Sandman"
19. "Battery"

Notas:
- "Poor Twisted Me" se interpretó una vez de forma acústica el 8 de mayo de 1998.
- "No Remorse", "Stone Cold Crazy" y "Am I Evil?" se interpretaron solamente el 8 de mayo de 1998.
- "Helpless" se interpretó en 4 conciertos para comenzarlos.
- "Overkill" se interpretó solamente el 3 y 8 de mayo de 1998.
- "Seek and Destroy" se interpretó en algunas fechas en reemplazo a Kill/Ride Medley.
- "Damage Inc." se interpretó en 4 conciertos.
- "Devil's Dance" se interpretó en 6 conciertos.
- "Whiplash" se interpretó en 7 conciertos.
- "Ain't My Bitch" se interpretó en 7 conciertos.

## Temas Habituales 4
(Tomado del Giants Stadium el 17 de julio de 1998)
1. "Breadfan" (Originalmente de Budgie)
2. "Master of Puppets"
3. "Of Wolf and Man"
4. "The Thing That Should Not Be"
5. "Fuel"
6. "The Memory Remains"
7. "Bleeding Me"
8. "Bass/Guitar Solos"
9. "Nothing Else Matters"
10. "Until It Sleeps"
11. "King Nothing"
12. "One"
13. "Fight Fire With Fire"
14. "Low Man's Lyric" (Acústica)
15. "The Four Horsemen" (Acústica)
16. "Last Caress" (Acústica, originalmente de Misfits)
17. "Sad But True"
18. "Enter Sandman"
19. "Creeping Death"

Notas:
- "Helpless" se interpretó en algunos conciertos para comenzarlos.
- "The Call of Ktulu" se interpretó 3 veces en 1999 2 de estas interpretaciones fueron en los conciertos con la Sinfonía de San Francisco.
- "Turn the Page" se interpretó 3 veces en 1999.
- "For Whom The Bell Tolls" volvió a interpretarse en 1999.
- "The Outlaw Torn"  se interpretó 4 veces en 1999 2 de estas interpretaciones fueron en los conciertos con la Sinfonía de San Francisco.
- "No Leaf Clover" y "-Human" se interpretaron exclusivamente con la Sinfonía de San Francisco.

## Datos del Tour
| Fecha                    | Ciudad            | País           | Lugar                                       |
| Blitzkrieg '97           | Blitzkrieg '97    | Blitzkrieg '97 | Blitzkrieg '97                              |
| ------------------------ | ----------------- | -------------- | ------------------------------------------- |
| 22 de agosto de 1997     | Hasselt           | Bélgica        | Pukkelpop                                   |
| 23 de agosto de 1997     | Stuttgart         | Alemania       | Blindman's Ball                             |
| 24 de agosto de 1997     | Reading           | Inglaterra     | Reading Festival                            |
| Re-Load Promo Tour       |                   |                |                                             |
| 11 de noviembre de 1997  | Filadelfia        | Estados Unidos | CoreStates Center Parking Lot               |
| 13 de noviembre de 1997  | Londres           | Inglaterra     | Ministry of Sound                           |
| 15 de noviembre de 1997  | Hamburgo          | Alemania       | Hamburg Docks                               |
| 16 de noviembre de 1997  | Estocolmo         | Suecia         | Hofbräuhaus                                 |
| 17 de noviembre de 1997  | Copenhague        | Dinamarca      | Den Grå Hall                                |
| 18 de noviembre de 1997  | París             | Francia        | Élysée Montmartre                           |
| Gira del Pacífico        |                   |                |                                             |
| 2 de abril de 1998       | Newcastle         | Australia      | Newcastle Entertainment Centre              |
| 3 de abril de 1998       | Sídney            | Australia      | Sydney Entertainment Centre                 |
| 4 de abril de 1998       | Sídney            | Australia      | Sydney Entertainment Centre                 |
| 6 de abril de 1998       | Melbourne         | Australia      | Melbourne Park                              |
| 7 de abril de 1998       | Melbourne         | Australia      | Melbourne Park                              |
| 9 de abril de 1998       | Adelaida          | Australia      | Adelaide Entertainment Centre               |
| 11 de abril de 1998      | Perth             | Australia      | Perth Entertainment Centre                  |
| 12 de abril de 1998      | Perth             | Australia      | Perth Entertainment Centre                  |
| 17 de abril de 1998      | Wellington        | Nueva Zelanda  | Queens Wharf                                |
| 18 de abril de 1998      | Auckland          | Nueva Zelanda  | Mt. Smart Supertop                          |
| 20 de abril de 1998      | Boondall          | Australia      | Brisbane Entertainment Centre               |
| 24 de abril de 1998      | Seúl              | Corea del Sur  | Olympic Gymnastics Arena                    |
| 25 de abril de 1998      | Seúl              | Corea del Sur  | Olympic Gymnastics Arena                    |
| 27 de abril de 1998      | Yokohama          | Japón          | Yokohama Arena                              |
| 29 de abril de 1998      | Nagoya            | Japón          | Rainbow Hall                                |
| 30 de abril de 1998      | Osaka             | Japón          | Osaka-jō Hall                               |
| 2 de mayo de 1998        | Hiroshima         | Japón          | Sun Plaza                                   |
| 3 de mayo de 1998        | Fukuoka           | Japón          | Fukuoka Convention Center                   |
| 6 de mayo de 1998        | Tokio             | Japón          | Nippon Budokan                              |
| 7 de mayo de 1998        | Tokio             | Japón          | Nippon Budokan                              |
| 8 de mayo de 1998        | Tokio             | Japón          | Yoyogi National Gymnasium                   |
| Gira Norteamericana      |                   |                |                                             |
| 24 de junio de 1998      | West Palm Beach   | Estados Unidos | Coral Sky Amphitheatre                      |
| 26 de junio de 1998      | Atlanta           | Estados Unidos | Lakewood Amphitheatre                       |
| 27 de junio de 1998      | Charlotte         | Estados Unidos | Blockbuster Pavilion                        |
| 28 de junio de 1998      | Bristow           | Estados Unidos | Nissan Pavilion                             |
| 30 de junio de 1998      | Virginia Beach    | Estados Unidos | Virginia Beach Amphitheatre                 |
| 1 de julio de 1998       | Columbia          | Estados Unidos | Merriweather Post Pavilion                  |
| 3 de julio de 1998       | Toronto           | Canadá         | Molson Amphitheatre                         |
| 4 de julio de 1998       | Columbus          | Estados Unidos | Polaris Amphitheatre                        |
| 5 de julio de 1998       | Pecatonica        | Estados Unidos | Winnebago County Fairgrounds                |
| 7 de julio de 1998       | Cincinnati        | Estados Unidos | Riverbend Music Center                      |
| 8 de julio de 1998       | Cuyahoga Falls    | Estados Unidos | Blossom Music Center                        |
| 10 de julio de 1998      | Clarkston         | Estados Unidos | Pine Knob Music Theater                     |
| 11 de julio de 1998      | Clarkston         | Estados Unidos | Pine Knob Music Theater                     |
| 12 de julio de 1998      | Corfu             | Estados Unidos | Darien Lake                                 |
| 15 de julio de 1998      | Camden            | Estados Unidos | Blockbuster Sony Music Entertainment Center |
| 17 de julio de 1998      | East Rutherford   | Estados Unidos | Giants Stadium                              |
| 18 de julio de 1998      | Mansfield         | Estados Unidos | Great Woods                                 |
| 19 de julio de 1998      | Mansfield         | Estados Unidos | Great Woods                                 |
| 21 de julio de 1998      | Hartford          | Estados Unidos | Meadows Music Theatre                       |
| 22 de julio de 1998      | Burgettstown      | Estados Unidos | Star Lake Amphitheatre                      |
| 24 de julio de 1998      | Antioch           | Estados Unidos | Starwood Amphitheatre                       |
| 25 de julio de 1998      | Noblesville       | Estados Unidos | Deer Creek Music Center                     |
| 26 de julio de 1998      | Milwaukee         | Estados Unidos | Marcus Center                               |
| 28 de julio de 1998      | Maryland Heights  | Estados Unidos | Riverport Amphitheater                      |
| 29 de julio de 1998      | Bonner Springs    | Estados Unidos | Sandstone Amphitheater                      |
| 31 de julio de 1998      | Dallas            | Estados Unidos | Starplex Amphitheatre                       |
| 1 de agosto de 1998      | San Antonio       | Estados Unidos | Retama Park Polo Field                      |
| 2 de agosto de 1998      | The Woodlands     | Estados Unidos | Cynthia Woods Mitchell Pavilion             |
| 28 de agosto de 1998     | Irvine            | Estados Unidos | Irvine Meadows Amphitheatre                 |
| 30 de agosto de 1998     | Mountain View     | Estados Unidos | Shoreline Amphitheatre                      |
| 1 de septiembre de 1998  | Sacramento        | Estados Unidos | Cal Expo                                    |
| 3 de septiembre de 1998  | Portland          | Estados Unidos | Portland Meadows                            |
| 4 de septiembre de 1998  | Vancouver         | Canadá         | Thunderbird Stadium                         |
| 5 de septiembre de 1998  | George            | Estados Unidos | The Gorge Amphitheatre                      |
| 7 de septiembre de 1998  | Ogden             | Estados Unidos | Stewart Stadium                             |
| 8 de septiembre de 1998  | Greenwood Village | Estados Unidos | Fiddler's Green Amphitheatre                |
| 11 de septiembre de 1998 | Phoenix           | Estados Unidos | Desert Sky Pavilion                         |
| 12 de septiembre de 1998 | Las Vegas         | Estados Unidos | Cashman Field                               |
| 13 de septiembre de 1998 | Chula Vista       | Estados Unidos | Coors Amphitheatre                          |
| Gira Norteamericana II   |                   |                |                                             |
| 11 de abril de 1999      | Honolulu          | Estados Unidos | Neal S. Blaisdell Center                    |
| 12 de abril de 1999      | Honolulu          | Estados Unidos | Neal S. Blaisdell Center                    |
| 14 de abril de 1999      | Anchorage         | Estados Unidos | George M. Sullivan Arena                    |
| S&M                      |                   |                |                                             |
| 21 de abril de 1999      | Berkeley          | Estados Unidos | Berkeley Community Theatre                  |
| 22 de abril de 1999      | Berkeley          | Estados Unidos | Berkeley Community Theatre                  |